# Dopolavoro Fogliano Meda 1942-1943
Questa voce raccoglie le informazioni riguardanti il Dopolavoro Fogliano Meda nelle competizioni ufficiali della stagione 1942-1943.

## Stagione
La ditta "Fratelli Fogliano Mobili" era arrivata a Meda poco prima dell'inizio del conflitto mondiale. I titolari erano due fratelli napoletani e a Meda avevano aperto uno spazio espositivo dopo essere arrivati a Genova e poi a Milano.
Ottenuta la presidenza, Gino volle fare le cose in grande. Cambiò il nome alla squadra inserendo il suo nome così come dappertutto aveva messo manifesti pubblicitari, anche sui tram.
Portò a Meda diversi giocatori d'esperienza vista il magro campionato precedente, giocatori del calibro di Maestroni, Antonio Severi, Bonifacio Smerzi, Gaspare Parvis e Piero Colli.

## Rosa
| N. |                   | Ruolo | Calciatore       |
| -- | ----------------- | ----- | ---------------- |
|    | Italia (bandiera) | A     | Filippo Aramini  |
|    | Italia (bandiera) | A     | Nello Bechelli   |
|    | Italia (bandiera) | A     | Bruno Bianchi    |
|    | Italia (bandiera) | A     | Gennaro Bonsanto |
|    | Italia (bandiera) | A     | C. Bridino       |
|    | Italia (bandiera) | A     | Silvio Campioli  |
|    | Italia (bandiera) | A     | Egidio Cereda    |
|    | Italia (bandiera) | A     | Bruno Colombo    |
|    | Italia (bandiera) | A     | Sandro Coppa     |
|    | Italia (bandiera) | C     | Giuseppe De Feo  |
|    | Italia (bandiera) | D     | Eraldo De Rio    |
|    | Italia (bandiera) | A     | Vittorio Dozio   |
|    | Italia (bandiera) | A     | Ercole Lavezzari |
|    | Italia (bandiera) | C     | Pietro Maestroni |
|    | Italia (bandiera) | P     | Mario Morandi    |
|    | Italia (bandiera) | A     | Umberto Motta    |
|    | Italia (bandiera) | C     | Remo Picozzi     |

| N. |                   | Ruolo | Calciatore            |
| -- | ----------------- | ----- | --------------------- |
|    | Italia (bandiera) | A     | Umberto Proserpio     |
|    | Italia (bandiera) | C     | Osvaldo Raffaglio     |
|    | Italia (bandiera) | D     | Gino Ricchetti        |
|    | Italia (bandiera) | A     | Carlo Ronzoni         |
|    | Italia (bandiera) | D     | Carlo Sangiorgio      |
|    | Italia (bandiera) | D     | Antonio Severi        |
|    | Italia (bandiera) | P     | Bonifacio Smerzi      |
|    | Italia (bandiera) | A     | Fausto Strada         |
|    | Italia (bandiera) | A     | Mario Luigi Tagliabue |
|    | Italia (bandiera) | A     | Alfredo Tragni        |
|    | Italia (bandiera) | C     | Mario Trezzi          |
|    | Italia (bandiera) | A     | Carlo Turati          |
|    | Italia (bandiera) | D     | Dionigi Turati        |
|    | Italia (bandiera) | A     | Giorgio Uboldi        |
|    | Italia (bandiera) | A     | Angelo Valari         |
|    | Italia (bandiera) | A     | Federico Zubani       |